# Dudu (sovrano)
Dudu (fl. XXII secolo a.C.) è stato re di Akkad per venti anni.
Successore di Elul-dan, dovette affrontare un periodo di caos dovuto alla morte del suo predecessore.
Suo erede fu l'ultimo dei re della dinastia accadica, Shu-turul.